# Râul Toleasa
Râul Toleasa este un curs de apă, afluent al râului Cucuteni. 